# Nondysjunkcja
Nondysjunkcja – efekt za wczesnego kurczenia się pierścienia zbudowanego z mikrofilamentów (aktynowych). Proces ten przebiega w anafazie (I lub II) mejozy. Chromosomy homologiczne nie rozdzielają się prawidłowo i do jednej z gamet wędruje cała tetrada (ta gameta będzie mieć o jeden chromosom za dużo, czyli n + 1), zaś do drugiej nie wędruje żaden chromosom z tej pary (n - 1). Przyczynia się do powstawania mutacji chromosomowych – liczbowych. Jeśli nondysjunkcja dotyczyła komórek somatycznych najczęściej dochodzi do apoptozy. Wynikiem nondysjunkcji komórek macierzystych lub gdy dochodzi do tego procesu podczas pierwszych podziałów zygoty są następujące jednostki chorobowe:
- zespół Downa
- zespół Klinefeltera
- zespół Turnera
- zespół Edwardsa
- zespół Patau